# Aurelianova hradba

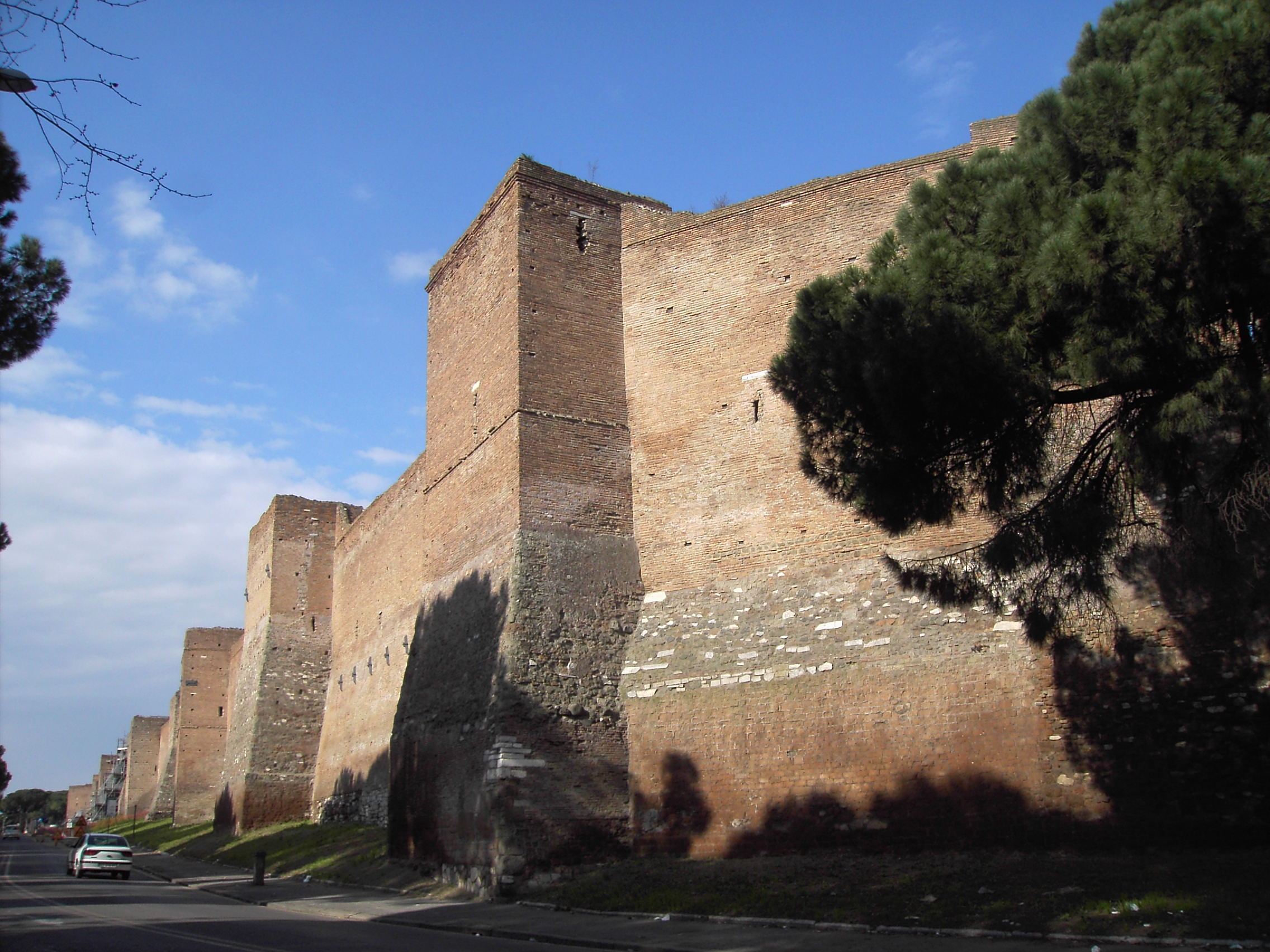
Aureliánovy hradby mezi Porta San Sebastiano a Porta Ardeatina na JV okraji historického města

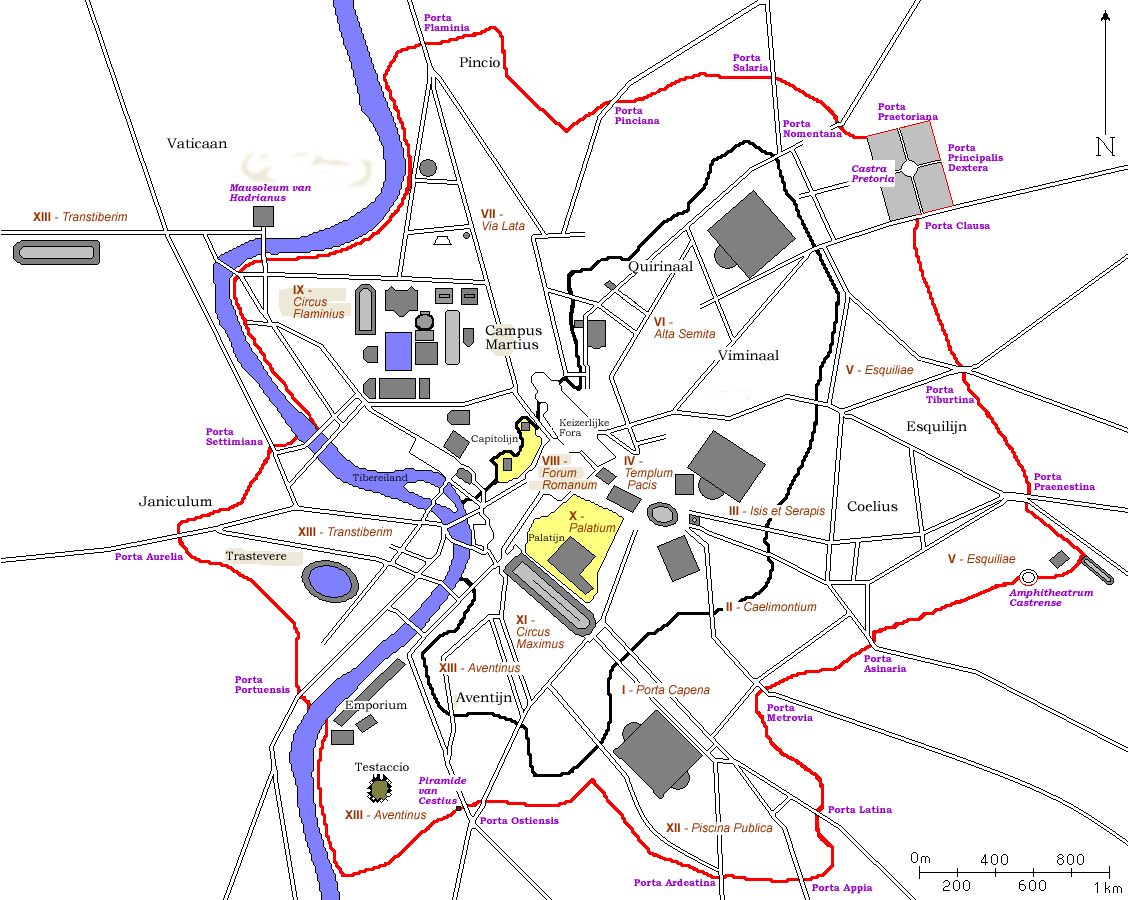
Aurelianova hradba (vnější linie)

Aurelianova hradba či Aureliánské hradby (latinsky Muri Aureliani, italsky Mure Aureliane) je z velké části zachované opevnění města Říma ze 3. stol. n. l. 19 km dlouhé hradby dali postavit císařové Aurelianus a Probus v letech 271–275 n. l. Hradby obepínaly všech sedm pahorků, Martovo pole a čtvrť za řekou Tiberou, celkem plochu 13,7 km². Jsou to nejdelší a nejlépe zachované starověké městské hradby.

## Historie
Od konce republiky chránila Řím jeho armáda tak bezpečně, že se město pozvolna rozšířilo daleko za starší Serviovu hradbu (na plánu vnitřní linie). Když císař Augustus rozdělil město na 14 obvodů, byla jich jen polovina uvnitř hradeb. Teprve ve 3. století začali město ohrožovat barbaři a císař Aurelianus se rozhodl postavit velkolepou hradbu. Stavba trvala pouhých 5 let, byla několikrát zvýšena a zdokonalena a sloužila jako obrana města až do 19. století.

## Popis
Hradební zeď byla postavena z betonu s cihlovým lícem, byla 8 až 10 m vysoká, u paty 3,5 m silná a každých asi 30 m byla obranná věž. Při stavbě byla využita řada již existujících staveb, což ji jistě urychlilo. Vzhledem k tomu, že celá římská posádka měla v té době jen asi 25 tisíc mužů, nebyla by hradba při delším obléhání odolala. Byla však postavena proti krátkým nájezdům barbarů, kteří na delší obléhání nebyli vybaveni. Ve 4. století byla zvýšena na 16 m a kolem roku 500 měla 383 věží, 18 hlavních a 5 vedlejších bran a 116 latrin.
Nejlépe zachované úseky hradby jsou na severozápadě Via del Muro Torto u Villa Borghese, na východě od Porta San Giovanni za Lateránem po Porta Ardeatina, od Porta Ostiense k řece a v okolí Porta San Pancrazio pod Janiculem za Tiberou.

## Galerie

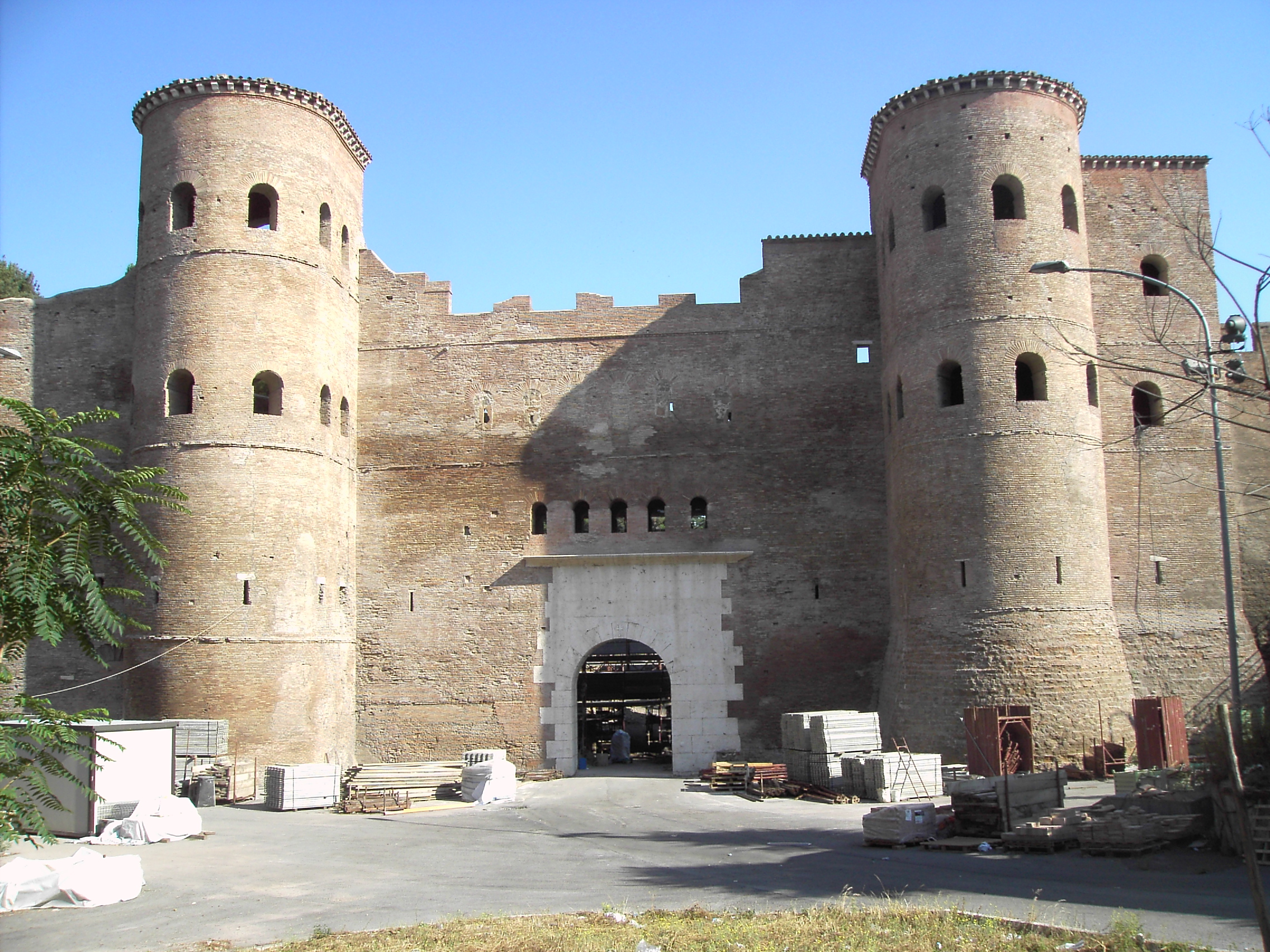
Porta Asinaria
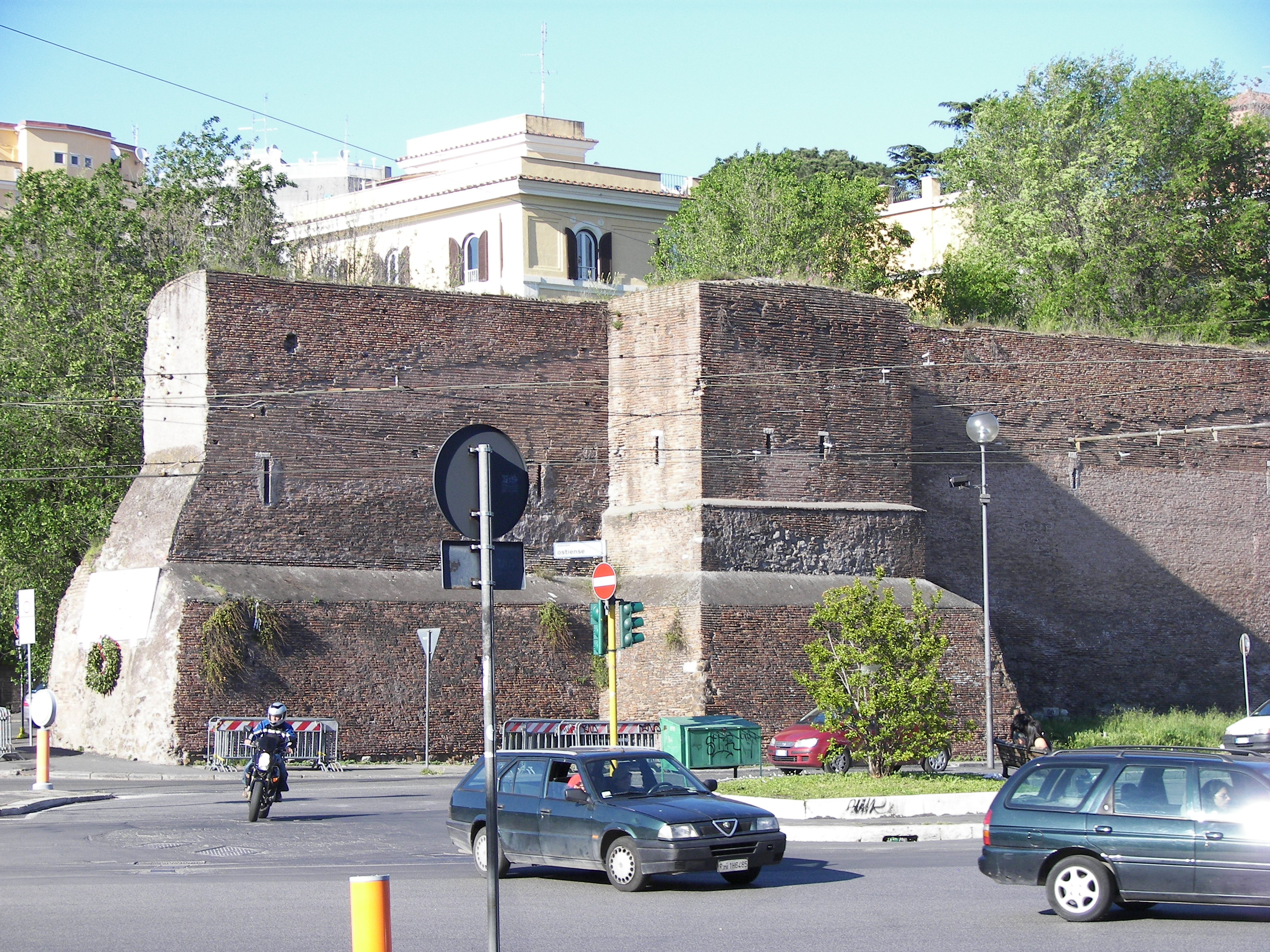
Úsek hradeb u Cestiovy pyramidy
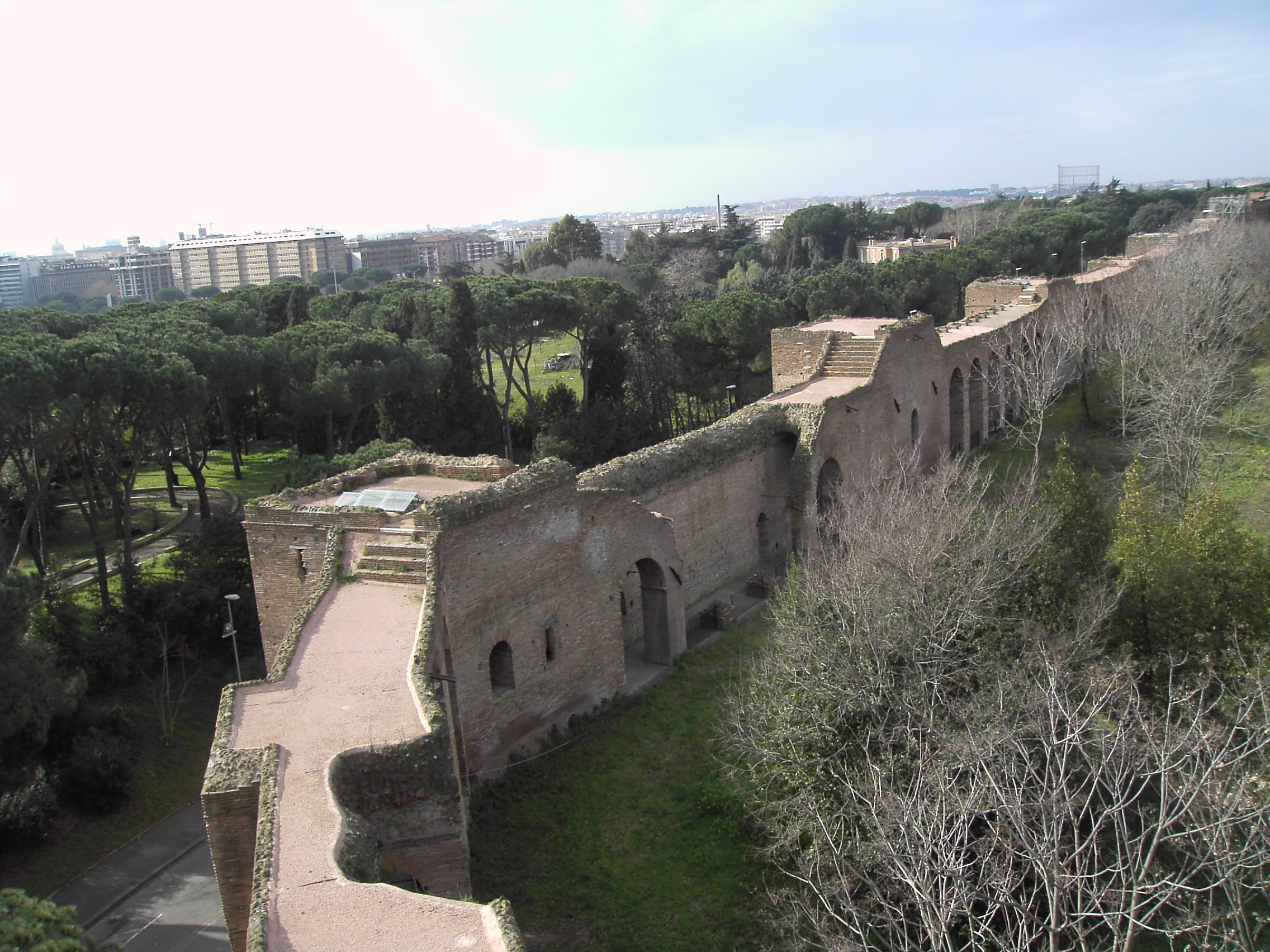
Vnitřní strana hradeb u brány sv. Šebestiána
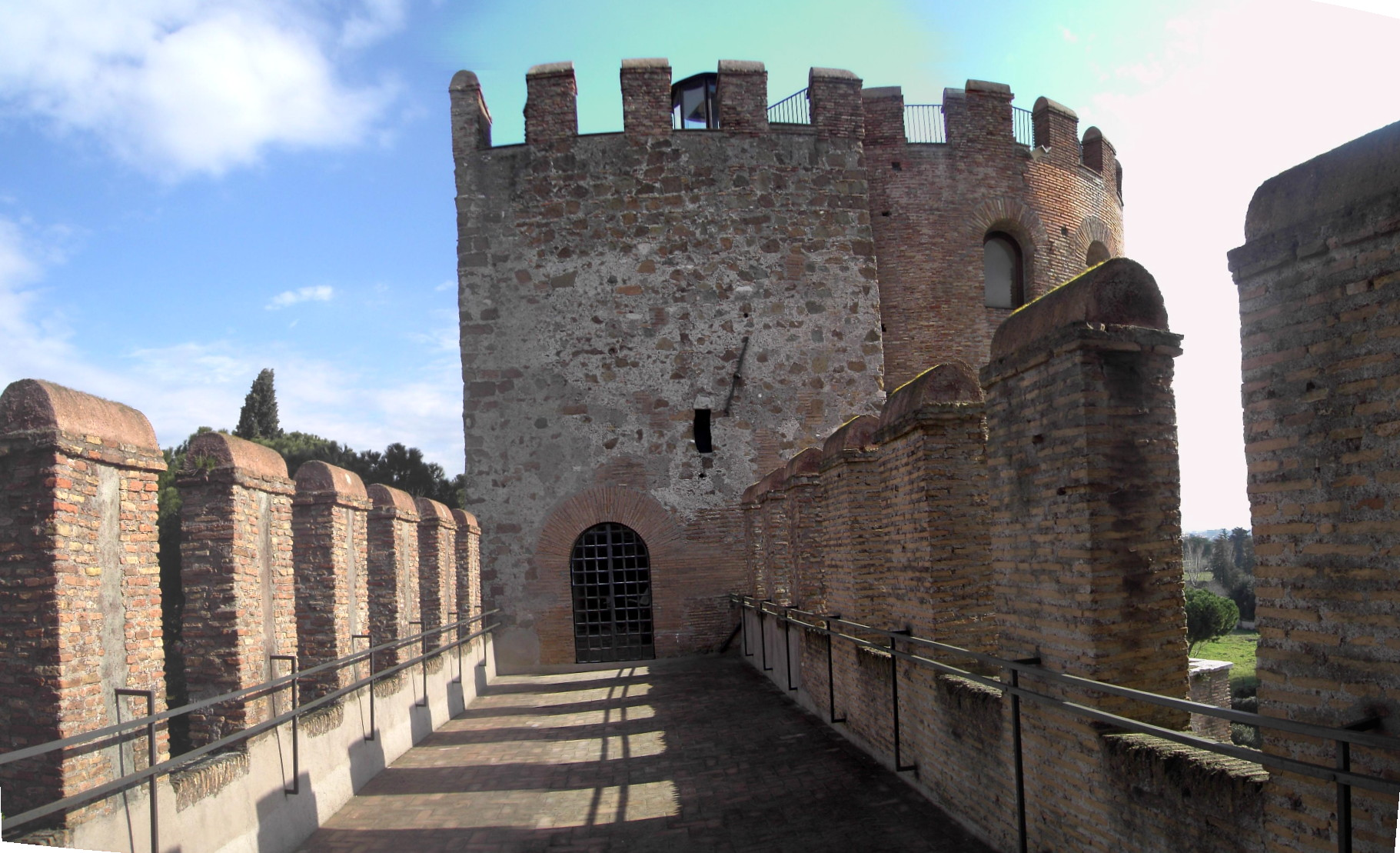
Restaurovaná část u brány sv. Šebestiána
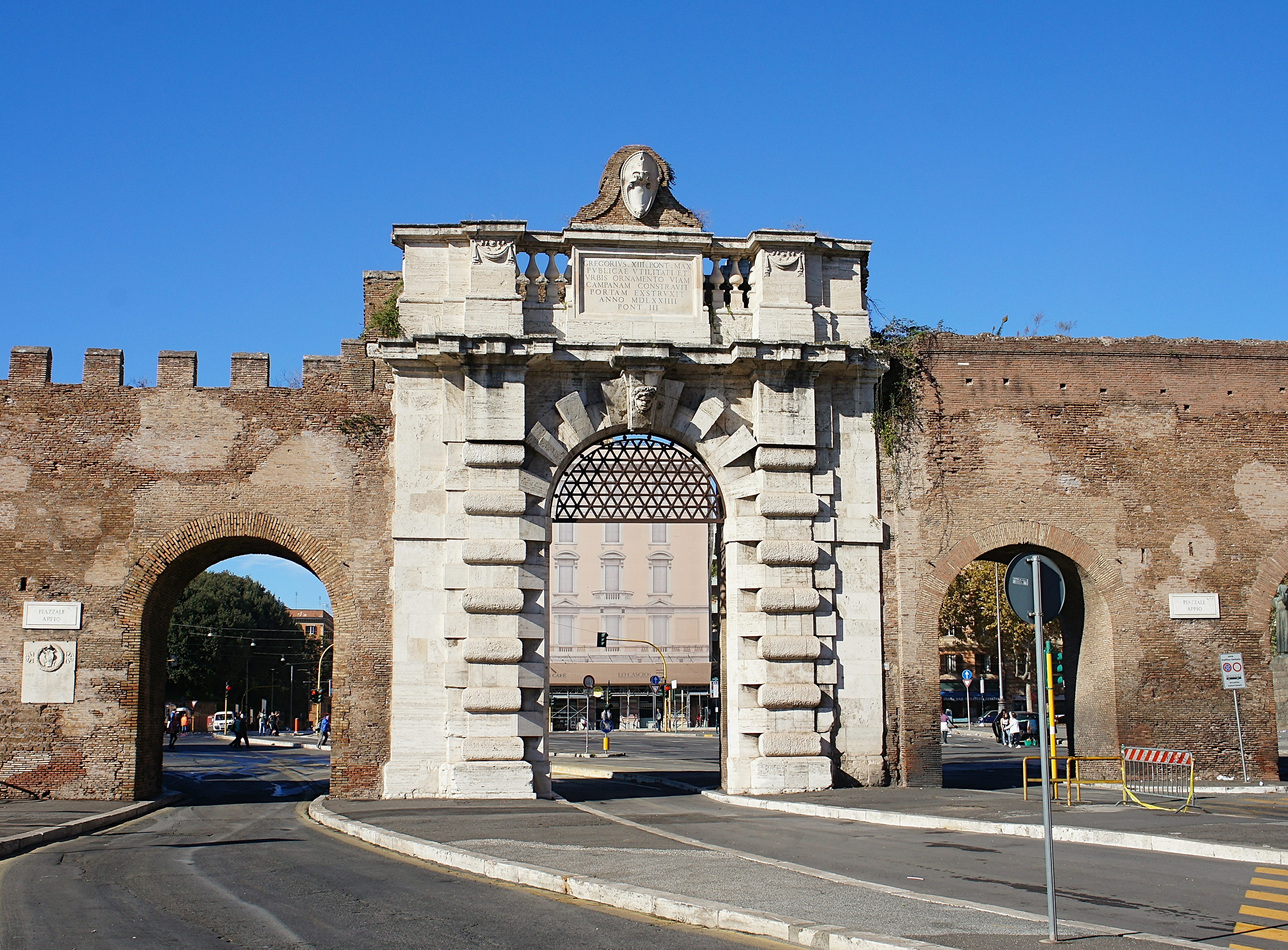
Brána sv. Jana
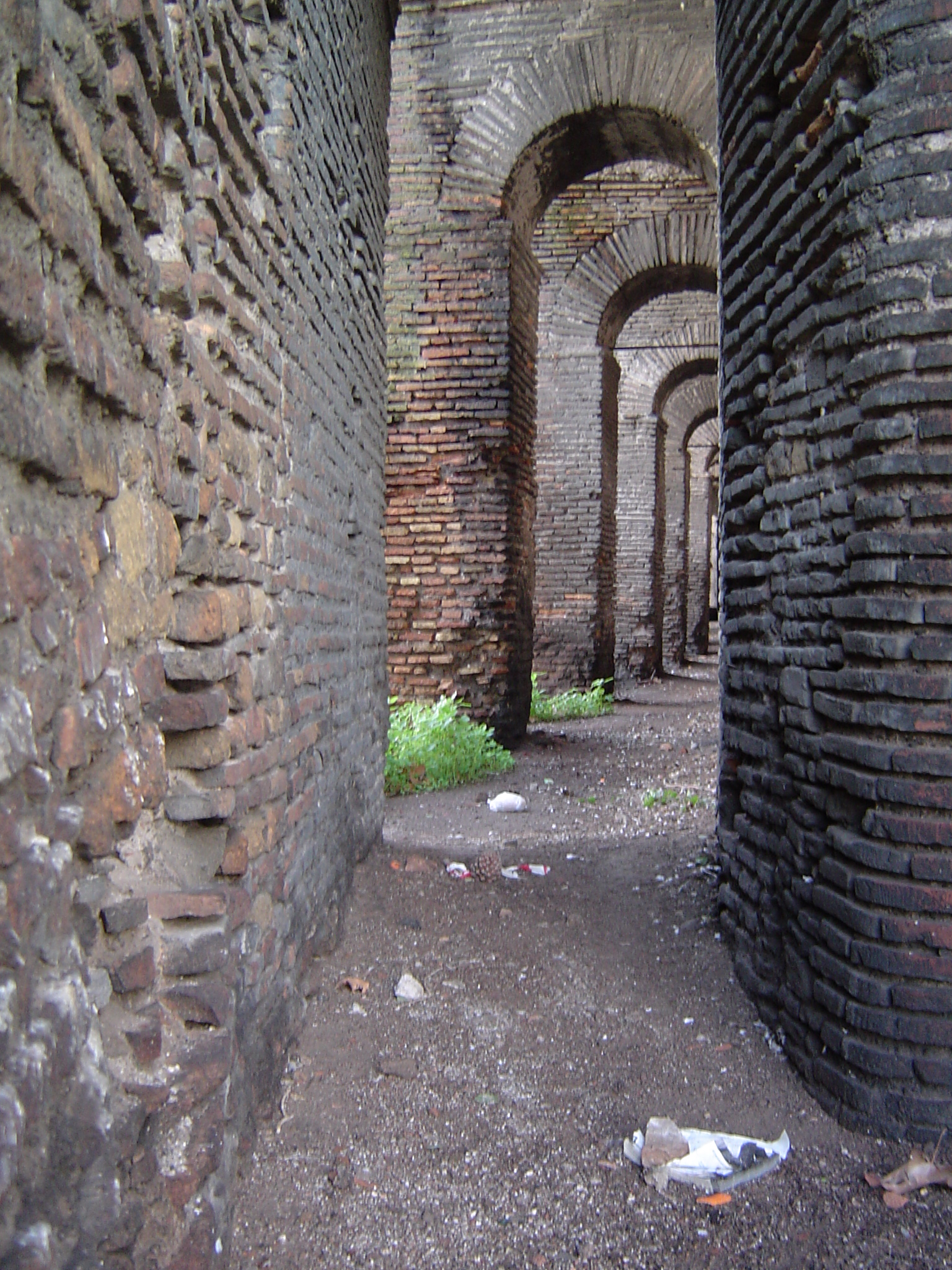
Chodba pro stráže